# Бохов Віталій Антонович
Віталій Антонович Бохов — солдат Збройних Сил України, учасник російсько-української війни, що загинув у ході російського вторгнення в Україну в 2022 році.

## Життєпис
Віталій Бохов народився 1 грудня 2001 року в селищі Балабине (з 2020 року — Кушугумської селищної територіальної громади) Запорізького району. Після закінчення гімназії «Престиж» пішов на військову службу за контрактом до лав ЗСУ. З початком повномасштабного російського вторгнення в Україну перебував на передовій. Загинув 8 квітня 2022 року в боях під Краматорськом на Донеччині. Чин прощання із Віталієм Боховим відбувся 11 квітня 2022 року біля Балабинського будинку культури.

## Нагороди
- Орден «За мужність» III ступеня (2022, посмертно) — за особисту мужність і самовіддані дії, виявлені у захисті державного суверенітету та територіальної цілісності України, вірність військовій присязі[3].